# Aalburg

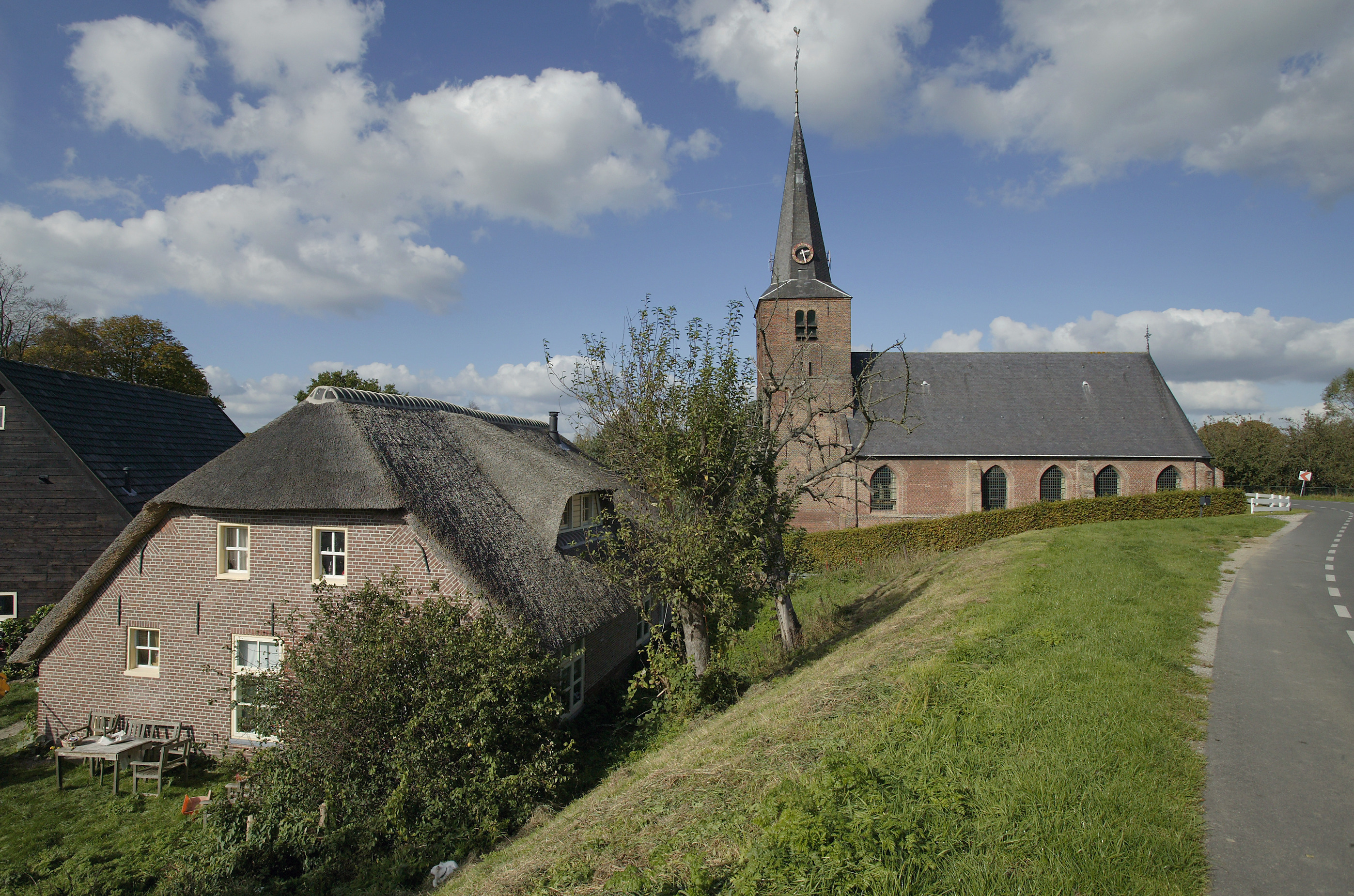
Bebyggelse längs skyddsvallen.

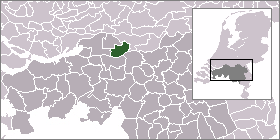
Aalburgs läge.

Aalburg är en historisk kommun i provinsen Noord-Brabant i Nederländerna. Kommunens totala area är 53,13 km² varav  2,73 km² utgörs av vatten. Invånarantalet är 12 746 personer (februari 2012).